# ジョージ・エロコビ
ジョージ・ヌガニュオ・エロコビ（George Nganyuo Elokobi, 1986年1月31日 - ）は、カメルーン・南西州マンフェ出身の元サッカー選手。現役時代のポジションはDF。

## 来歴
ソマリア・モガディッシュで生まれ、カメルーン・マンフェで育ち、16歳で渡英した。
2015-16シーズンより、フットボールリーグ1のコルチェスター・ユナイテッドFCに2年契約で復帰。2016年10月4日から約1か月間、ナショナル・リーグのブレントリー・タウンFCへの短期ローンでプレーした。
ウルヴァーハンプトン・ワンダラーズFCでの活躍が認められ、2010年11月にカメルーン代表に初招集された。その後もコンスタントに招集されているが、キャップはまだ刻んでいない。

## 所属クラブ
- ダリッジ・ハムレットFC 2002-2004
- コルチェスター・ユナイテッドFC 2004-2008

→  チェスター・シティFC 2005 (loan)
- ウルヴァーハンプトン・ワンダラーズFC 2008-2014

→  ノッティンガム・フォレストFC 2012 (loan)
→  ブリストル・シティFC 2012 (loan)
- オールダム・アスレティックAFC 2014-2015
- コルチェスター・ユナイテッドFC 2015-2016

→  ブレントリー・タウンFC 2016.10-11
- レイトン・オリエントFC 2017-2019
- オールダーショット・タウンFC 2019
- メイドストーン・ユナイテッドFC 2019-2022